# Andrew Poppy
Andrew Poppy (* 29. Mai 1954 in Kent, England) ist ein britischer Komponist, Pianist und Musikproduzent.
Er studierte Musik von 1974 bis 1979 am Royal Holloway College und am Goldsmiths College der University of London. 1981 zählte er zu den Gründungsmitgliedern der Formation The Lost Jockey, die Kompositionen im Stile von Philip Glass, Steve Reich und Louis Andriessen erstellte und aufführte. 1982 steuerte er die Orchester-Arrangements für das Debüt-Album Force The Hand of Chance der Industrial-Band Psychic TV bei. Später erstellte er auch Arrangements für Erasure, The The, The House of Love, Strawberry Switchblade und Nitzer Ebb.
Sein Debüt-Album als Solo-Interpret war The Beating of Wings, das 1985 bei ZTT erschien und auf dem er sowohl selbst am Klavier zu hören war als auch ein größeres Ensemble bei der Aufführung einer seiner orchestralen Kompositionen dirigiert. Seitdem hat er mehrere Alben veröffentlicht, darunter 2005 das Album Another Language mit Claudia Brücken (Ex-Propaganda).
Poppy unterrichtet Kompositionslehre am Trinity College of Music in Greenwich, London.

## Diskographie
- The Lost Jockey (mit The Lost Jockey), 1982
- Professor Slack EP (mit The Lost Jockey), 1982
- The Beating of Wings, 1985
- Alphabed, 1987
- Recordings, 1992
- Ophelia/Ophelia, 1995
- Rude Bloom, 1995
- Time at Rest Devouring Its Secret, 2000
- Another Language (mit Claudia Brücken), 2005
- Andrew Poppy on Zang Tuum Tumb, 2005